# 雪峰镇 (洪江市)
雪峰镇，是中华人民共和国湖南省怀化市洪江市下辖的一个乡镇级行政单位。

## 行政区划
雪峰镇下辖以下地区：
大坪社区、大坪村、界脚村、车力溪村、桐溪村、先峰溪村、两溪口村、龙家田村、下新街村、兰溪冲村、青山洞村、笙竹村、永红村、芦木溪村、深渡江村、金塘村、母溪村和公坪村。